# 古城墓群
古城墓群，位于山西省大同市左云县左云县城东北5公里三里屯乡后八里村东南1公里处，是中华人民共和国山西省文物保护单位之一。
1986年8月18日，授予山西省文物保护单位，是一座古墓葬。